# كورومي إنوموتو
كورومي إنوموتو (باليابانية: 榎本くるみ؛ بالكانا: えのもと くるみ) هي مغنية مؤلفة ومغنية يابانية، ولدت في 17 أكتوبر 1981 في ناغويا في اليابان.

## وصلات خارجية
- الموقع الرسمي
- كورومي إنوموتو على موقع ميوزك برينز (الإنجليزية)